# C/1881 K1 (Großer Komet)
C/1881 K1 (Großer Komet), auch Komet Tebbutt genannt, ist ein Komet, der im Jahr 1881 mit dem bloßen Auge gesehen werden konnte. Er wird aufgrund seiner außerordentlichen Helligkeit von einigen zu den „Großen Kometen“ gezählt.

## Entdeckung und Beobachtung
Der australische Astronom John Tebbutt hatte bereits im Jahr 1861 den Großen Kometen C/1861 J1 entdeckt. Als er nun fast exakt 20 Jahre danach am Abend des 22. Mai 1881 gewohnheitsmäßig den westlichen Himmel absuchte, mit dessen Sternen er sehr gut vertraut war, fand er bereits mit bloßem Auge einen nebligen Fleck. Bei einer Überprüfung mit einem Teleskop konnte er schon einen breiten Schweif erkennen. Er führte umgehend Positionsbestimmungen durch und informierte am nächsten Tag die großen Observatorien und durch einen Artikel im Sydney Morning Herald die Öffentlichkeit über seine Entdeckung.
Zum Zeitpunkt seiner Entdeckung näherte sich der Komet seinen größten Annäherungen an Sonne und Erde. Er bewegte sich dabei beständig in nördlicher Richtung über den Südhimmel, blieb aber bis Ende Mai 1881 zunächst nur von der Südhemisphäre aus sichtbar. Am 28. Mai beobachtete Benjamin Apthorp Gould in Argentinien eine unsymmetrische Form des Kometenkerns. Am folgenden Tag wurde der Komet von Bord eines Schiffes im Südatlantik beobachtet mit einer Schweiflänge von 6° und am 30. Mai berichteten chinesische Astronomen von einem „Besenstern“ im Nordosten. Am 31. Mai beschrieben Beobachter in Südafrika eine Helligkeit von 2 mag und eine Schweiflänge von über 12°. Auch in der ersten Juniwoche gab es noch zahlreiche Beobachtungen u. a. durch Henry Chamberlain Russell am Sydney Observatory, der die Veränderungen in der Koma des Kometen in detailreichen Zeichnungen festhielt. Auch John Tebbutt beobachtete ihn bis zum 13. Juni, bevor der Komet von der Erde aus gesehen sich immer mehr der Sonne näherte und nicht mehr beobachtet werden konnte.

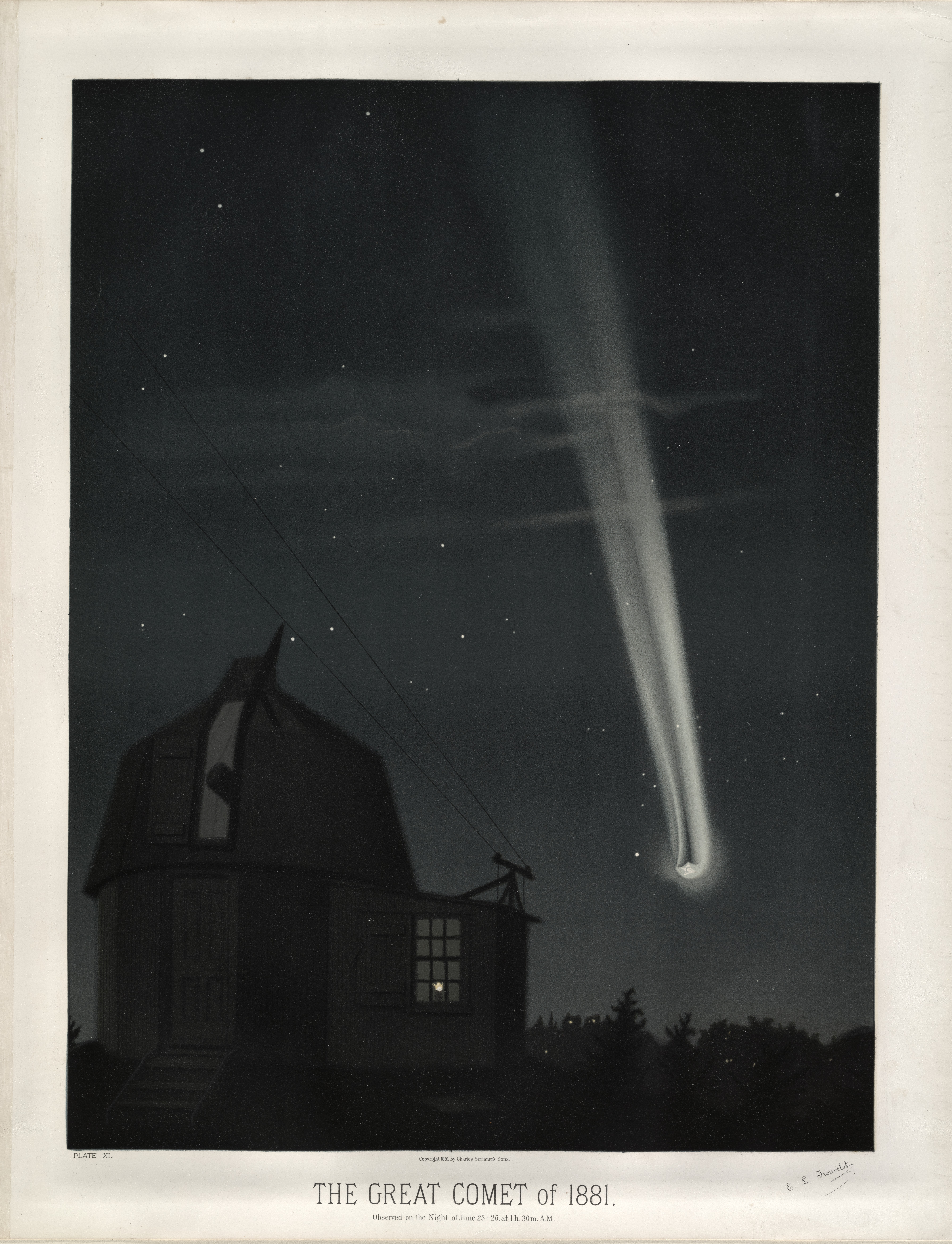
Der „Große Komet“ von 1881 (Zeichnung von Étienne Léopold Trouvelot)

Am 19. Juni ging der Komet in nur 7° Abstand an der Sonne vorbei, dabei stieß er fast zwischen Sonne und Erde von Süd nach Nord durch die Ekliptik. Kurz darauf wurde er auch für die Beobachter auf der Nordhalbkugel zu einem leicht zu beobachtenden Objekt. Carl Friedrich Wilhelm Peters beobachtete ihn in Kiel am Abend des 22. Juni mit einer Helligkeit von 1 mag. In den darauf folgenden Tagen gab es zahlreiche weitere Beobachtungen, u. a. durch Friedrich August Theodor Winnecke in Straßburg, Alphonse Louis Nicolas Borrelly in Marseille, und andere in England, Deutschland, Schottland und Ungarn. Auch der Forschungsreisende Aurel Krause, auf Fahrt im nördlichen Pazifik Richtung Beringmeer, berichtet in seinem Tagebuch am 3. Juli 1881 über den Kometen, „den Schweif fast genau auf den Polarstern gerichtet“.
Mehrfach wurden verschieden helle Strahlen beschrieben, die vom Kometenkern ausgingen, auch bei der Koma wurde eine innere und eine äußere Schale beobachtet. Der Schweif erreichte am 25. Juni Längen von über 20°, danach nahm die beobachtete Schweiflänge wieder ab, sie betrug am 27. Juni noch 14°.
Der Komet entfernte sich ab Anfang Juli wieder von Sonne und Erde, er konnte aber noch während des ganzen Monats leicht mit dem bloßen Auge verfolgt werden. In der ersten Juliwoche lag die Helligkeit noch bei 2 mag. Am 16. Juli ging der Komet in nur knapp 9° Abstand am Polarstern vorbei. Bis Ende August war der Schweif verschwunden, aber bis Mitte September konnte der Komet noch während der ganzen Nacht mit dem bloßen Auge gesehen werden. Bis Ende Oktober war die Helligkeit dann bis auf 9 mag gesunken. Die letzte Beobachtung des Kometen erfolgte am 15. Februar 1882 durch Oliver Clinton Wendell am Harvard-College-Observatorium in Massachusetts, als er nur noch sehr schwach in einem Teleskop zu erkennen war.
Der Komet erreichte eine Helligkeit von 1 mag.

## Auswirkungen auf den Zeitgeist
Der Komet zog eine weitverbreitete Aufmerksamkeit auf sich, nachdem er für die Nordhalbkugel sichtbar wurde und von Juli bis September 1881 als zirkumpolares Objekt die ganze Nacht hindurch beobachtet werden konnte.

## Wissenschaftliche Auswertung

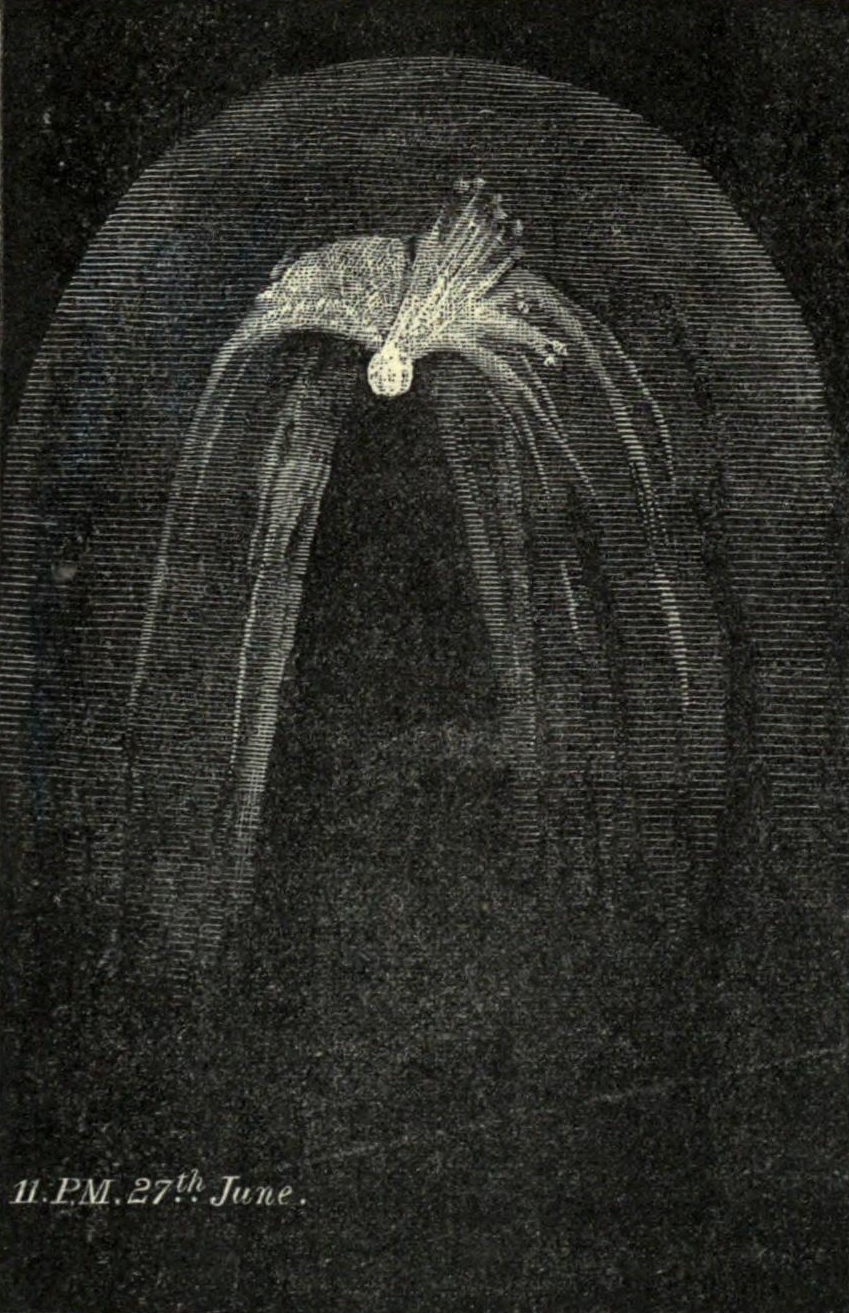
Zeichnung des Kometenkopfes am 27. Juni 1881 durch A. Percy Smith

Der Komet von 1881 erschien zu einer Zeit, in der die Kometenforschung große Fortschritte machte. Die ersten fotografischen Aufnahmen eines Kometen waren gut 25 Jahre zuvor dem englischen Fotografen William Usherwood und dem amerikanischen Astronomen William Cranch Bond vom Kometen C/1858 L1 (Donati) gelungen. Diese Aufnahmen auf nassen Kollodiumplatten zeigten nur die helleren Regionen der Koma und Teile des Schweifs. Die Aufnahmen sowie die wissenschaftliche Leistung der Fotografen waren größtenteils in Vergessenheit geraten. Erst gegen Ende der 1870er Jahre standen empfindlichere trockene Gelatine-Fotoplatten mit Silberbromid als Aufnahmemedium zur Verfügung und der helle Komet von 1881 kam gerade zur rechten Zeit, um drei Astronomen die Gelegenheit für erfolgreiche Aufnahmen zu bieten.
Bereits am 24. Juni 1881 versuchten dies sowohl der Engländer Andrew Ainslie Common als auch der Amerikaner Henry Draper. Die Fotografien zeigten den Kometenkopf und Teile des Schweifs. Am 1. Juli gelang auch dem Franzosen Jules Janssen eine Aufnahme, die aber nur in einer nachbearbeiteten Kopie erhalten blieb (siehe Bild in der Infobox).
Vom 29. Juni bis 22. Juli wurde der Komet von Arthur Williams Wright am United States Naval Observatory in Washington, D.C. polarimetrisch beobachtet. Aus den gemessenen Werten wurde abgeleitet, dass wahrscheinlich der größte Teil des Lichts des Kometenschweifs reflektiertes Sonnenlicht ist.
Der Komet von 1881 war zwar nicht der erste Komet, dessen Spektrum beobachtet wurde, aber seine Helligkeit ermöglichte es vielen Forschern, die spektroskopische Forschung an Kometen einen großen Schritt voranzubringen. Bereits ab dem 6. Juni gelang es Russell das Spektrum des Kometen zu beobachten, als er noch am Südhimmel stand. Am 24. Juni konnten durch Sir William Huggins und Margaret Huggins, etwas später auch durch Henry Draper, erstmals Spektrogramme der Koma und des Schweifes auf Fotoplatten gewonnen werden. In den Emissions- und Absorptionsspektren, auch des gesamten Schweifs, konnte ein Kontinuum (gestreutes Sonnenlicht), die Fraunhoferlinien, sowie überlagerte diskrete Spektrallinien von „Kohlenwasserstoff“ (CH) und Cyanogen (CN) bei 388,3 und 388,7 nm, die den Kometengasen entstammen, festgestellt werden. Das für diese Aufnahmen von Huggins eingesetzte Prismenspektrometer enthielt einen isländischen Calcit und einen Kollimator aus Quarzlinsen, um einerseits eine hohe Dispersion des vom Kometen abgestrahlten Lichtes zu bewirken und insbesondere das elektromagnetische Spektrum im UV-Bereich auflösen zu können.
Aufbauend auf den bereits durchgeführten ähnlichen Beobachtungen bei den Kometen C/1858 L1 (Donati) und C/1874 H1 (Coggia), ermöglichten die Beobachtungen der ständigen Veränderungen von Koma und Schweif den Astronomen der damaligen Zeit auch ein besseres Verständnis von Aufbau und Dynamik der Kometen.
Die ersten Bahndaten für eine parabolische Umlaufbahn wurden bereits Ende Mai 1881 von Gould bestimmt. Auch Tebbutt berechnete Bahnelemente für den von ihm entdeckten Kometen, die sehr stark denen des Großen Kometen von 1807 glichen, und es wurde ein Zusammenhang zwischen diesen beiden Kometen vermutet. Später wurde aber nachgewiesen, dass die beiden Kometen völlig verschiedene Himmelskörper sind, die aber wahrscheinlich mit noch anderen eine Kometengruppe bilden.

## Umlaufbahn

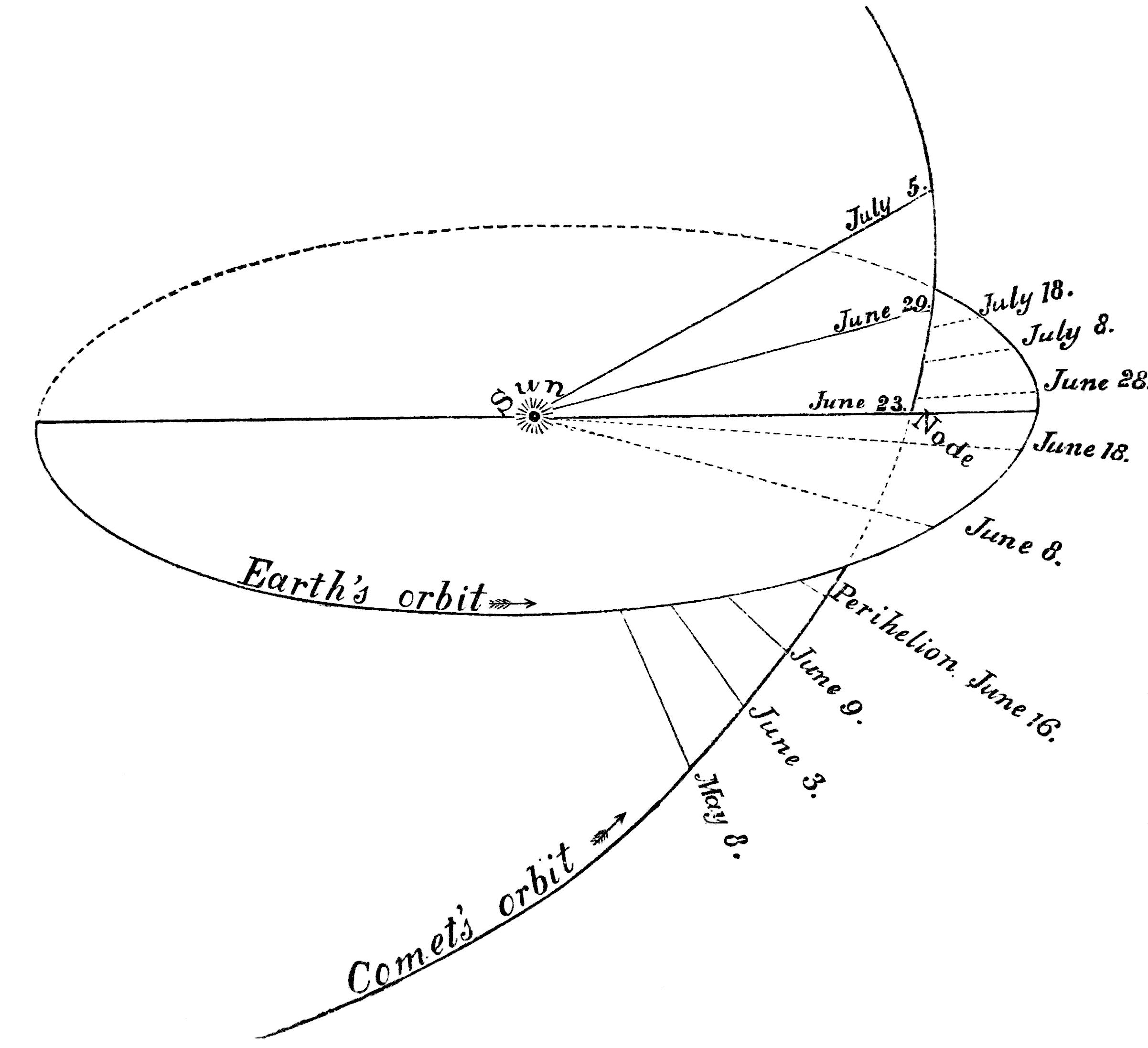
Die Orbits von Komet und Erde in zeitgenössischer Darstellung von Aaron Nichols Skinner

Für den Kometen konnte aus 157 Beobachtungen über 232 Tage eine elliptische Umlaufbahn bestimmt werden, die um rund 63° gegen die Ekliptik geneigt ist. Seine Bahn steht damit steil angestellt zu den Bahnebenen der Planeten. Im sonnennächsten Punkt der Bahn (Perihel), den der Komet am 16. Juni 1881 durchlaufen hat, befand er sich mit etwa 109,9 Mio. km Sonnenabstand im Bereich der Umlaufbahn der Venus.
Während seiner Passage des inneren Sonnensystems kam der Komet auch vielen Planeten einmal oder mehrmals relativ nahe:
| Datum            | Planet  | Min. Abstand (in AE) |
| ---------------- | ------- | -------------------- |
| September 1871   | Uranus  | 10,7                 |
| 22. Februar 1881 | Saturn  | 9,8                  |
| 15. Juni 1881    | Venus   | 0,32                 |
| 20. Juni 1881    | Erde    | 0,28                 |
| 10. Mai 1882     | Jupiter | 3,8                  |
| November 1883    | Saturn  | 5,6                  |
| Juni 1895        | Neptun  | 11,8                 |

Die Annäherung an die Erde entspricht einer Entfernung von etwa 42,3 Mio. km. In der Nähe des aufsteigenden Knotens seiner Bahn bewegte sich der Komet um den 19. Juni in geringem Abstand von nur etwa 1,30 Mio. km (0,0087 AE) zur Umlaufbahn der Venus, die diese Stelle ihrer Bahn aber bereits über zwei Wochen zuvor um den 2. Juni passiert hatte.
Nach den Bahnelementen der JPL Small-Body Database und ohne Berücksichtigung nicht-gravitativer Kräfte auf den Kometen hatte seine Bahn lange Zeit vor seiner Passage des inneren Sonnensystems eine Exzentrizität von etwa 0,99594 und eine Große Halbachse von etwa 182 AE, so dass seine Umlaufzeit bei 2448 Jahren lag. Der Komet könnte demnach bereits in der Antike um das Jahr −567 (Unsicherheit ±15 a) erschienen sein.
Durch die Anziehungskraft der Planeten, insbesondere durch den relativ nahen Vorbeigang am Jupiter im Mai 1882 wurde seine Bahnexzentrizität auf etwa 0,99531 und seine Große Halbachse auf etwa 157 AE verringert, so dass sich seine Umlaufzeit auf etwa 1972 Jahre verkürzt. Wenn er um das Jahr 2867 den sonnenfernsten Punkt (Aphel) seiner Bahn erreicht, wird er etwa 47,0 Mrd. km von der Sonne entfernt sein, 314-mal so weit wie die Erde und 10 ½-mal so weit wie Neptun. Seine Bahngeschwindigkeit im Aphel beträgt nur etwa 0,12 km/s. Der nächste Periheldurchgang des Kometen könnte möglicherweise um das Jahr 3853 (Unsicherheit ±11 a) stattfinden.

## Meteorschauer auf der Venus
Die Umlaufbahn des Kometen kommt der Umlaufbahn der Venus bis auf etwa 1,3 Mio. km nahe. Staubpartikel des Kometen, die sich entlang seiner Umlaufbahn bewegen, könnten also regelmäßig Meteorschauer auf der Venus verursachen – immer dann, wenn diese etwa alle 225 Tage eine bestimmte Stelle ihrer Bahn durchläuft. Die Meteore dringen dann zirkumpolar mit etwa 49 km/s am Südpol des Planeten in dessen Atmosphäre ein.

## Rezeption in der Literatur
Der britische Schriftsteller Thomas Hardy wurde durch die Beobachtung des Großen Kometen von 1881 zu seiner „astronomischen Novelle“ Two on a Tower inspiriert.